# Consiliul Național de Atestare a Titlurilor, Diplomelor și Certificatelor Universitare
Consiliul Național de Atestare a Titlurilor, Diplomelor și Certificatelor Universitare (CNATDCU) este un organism consultativ la nivel național, care își desfășoară activitatea în conformitate cu prevederile Legii educației naționale nr.1/2011.
Instituția este abilitată să verifice acuzațiile de plagiat care se aduc diverselor persoane publice.
Până în decembrie 2015, de acest aspect s-a ocupat Consiliul Național de Etică (CNE), care este parte din ANCS.
CNE a fost revocat la acel moment, după ce au apărut probleme de credibilitate, pentru că ar fi validat doctorate considerate a fi „falsuri grosolane”.